# Compact Muon Solenoid
| Large Hadron Collider                           | Large Hadron Collider                                                |
| ----------------------------------------------- | -------------------------------------------------------------------- |
| Acceleratorkedjan i Large Hadron Collider (LHC) |                                                                      |
| LHC-experiment                                  |                                                                      |
| ATLAS                                           | A Toroidal LHC ApparatuS                                             |
| CMS                                             | Compact Muon Solenoid                                                |
| LHCb                                            | LHC-beauty                                                           |
| ALICE                                           | A Large Ion Collider Experiment                                      |
| TOTEM                                           | Total Cross Section, Elastic Scattering and Diffraction Dissociation |
| LHCf                                            | LHC-forward                                                          |
| LHC:s föracceleratorer                          |                                                                      |
| p och Pb                                        | Linjära acceleratorer för protoner (Linac4) och bly (Linac 3)        |
| (omarkerad)                                     | Proton Synchrotron Booster                                           |
| PS                                              | Proton Synchrotron                                                   |
| SPS                                             | Super Proton Synchrotron                                             |

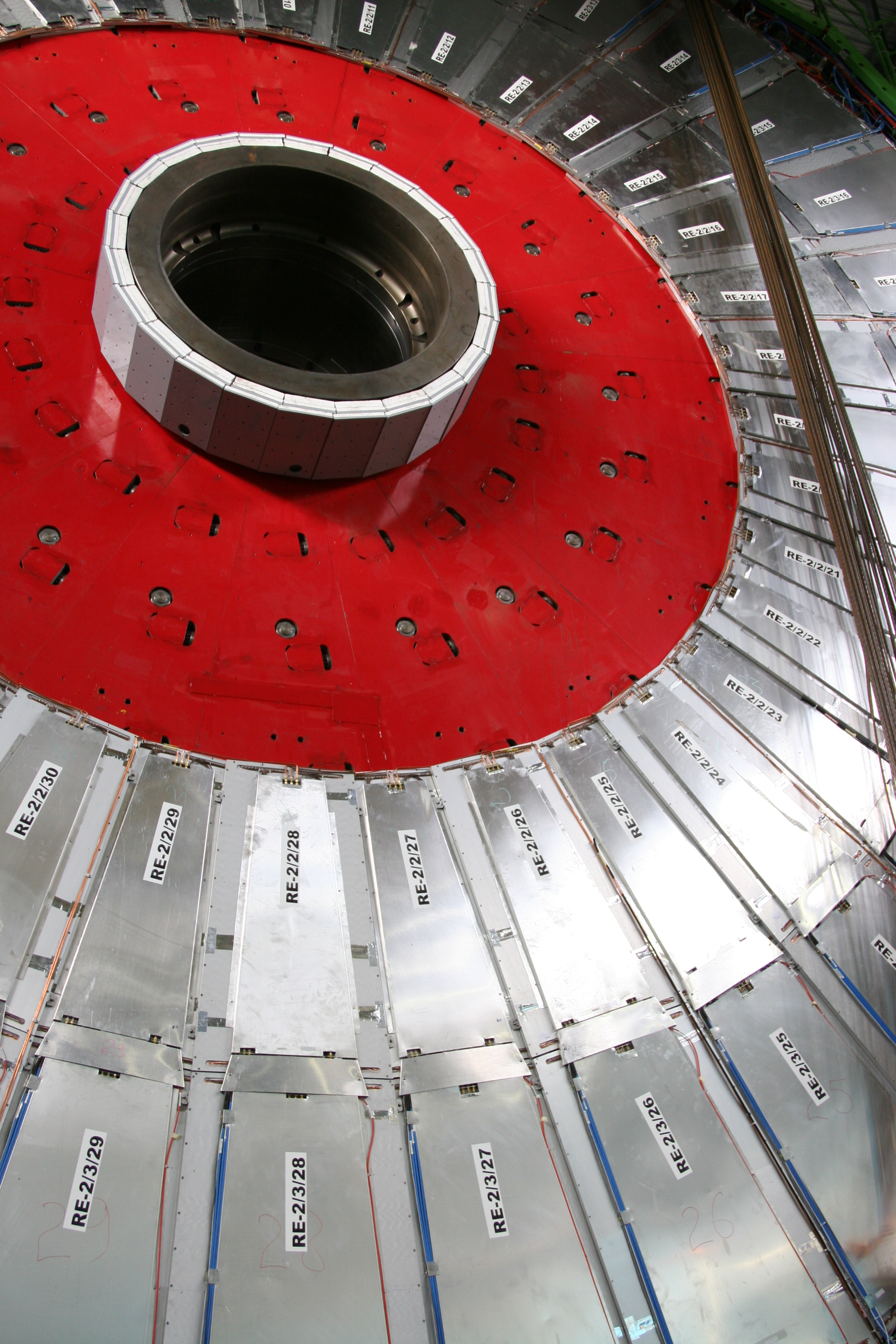
En del av CMS-detektorn.

Compact Muon Solenoid (CMS) är en av experimentstationerna längs med LHC-acceleratorn (Large Hadron Collider) vid CERN. CMS-detektorn är placerad under den franska landsbygden vid Cessy nära Genève. Detektorn är byggd för att detektera många olika sorters partiklar och deras egenskaper. Till experimentets mål hör bland annat att hitta Higgsbosonen samt undersöka existensen av supersymmetriska partiklar och extra dimensioner.